# Holmby Hills (Los Angeles)
Holmby Hills è un quartiere nel Westside di Los Angeles.

## Geografia
Il quartiere è sorto all'inizio del XX secolo su iniziativa della Janss Investment Company, che ha sviluppato il resto di Westwood e altri quartieri di Los Angeles.
Con l'espansione di Sunset Boulevard, Holmby Hills è stata divisa nelle sezioni settentrionale e meridionale, ciascuna situata all'interno di una diversa area della Community Plan Area (CPA) della città di Los Angeles: la porzione a sud di Sunset Boulevard si estende a sud sino a Club View Drive, a est sino a Beverly Glen Boulevard e a ovest del Los Angeles Country Club; si trova all'interno della Community Plan Area di Westwood, ma alcune caratteristiche, come l'assenza di marciapiedi e la presenza di lampioni storici che sono unici, distinguono Holmby Hills dal resto di Westwood. La parte a nord di Sunset Boulevard è l'area a est di Beverly Glen Boulevard e a ovest i confini della città di Beverly Hills, con Greendale Drive e Brooklawn Drive come strade più settentrionali; si trova all'interno della Community Plan Area di Bel Air-Beverly Crest, sebbene sia storicamente distinto dai quartieri di Bel Air e Beverly Crest, ma sviluppato contemporaneamente a Westwood.
Holmby Hills, Bel Air e Beverly Hills formano il «Platinum Triangle» (Triangolo di platino) di Los Angeles, che confina con la città di Beverly Hills a est, Wilshire Boulevard a sud, Westwood a ovest e Bel Air a nord.
In diverse strade del quartiere sono stati posizionati dei dissuasori per limitare il traffico.

### Clima
Los Feliz subisce un clima mediterraneo caldo estivo (Csa), proprio come la maggior parte di Los Angeles.

## Storia
Il primo europeo a raggiungere la zona ora occupata da Holmby Hills, Bel Air e Westwood fu il soldato spagnolo Maximo Alanis, che era beneficiario del Rancho San Jose de Buenos Ayres di 4.438 acri (circa 17,96 km²) da un Concessione di terra messicana emanata dal governatore dell'Alta California Manuel Micheltorena nel 1843.
Con la cessione messicana agli Stati Uniti in seguito alla guerra messico-statunitense, il Trattato di Guadalupe Hidalgo del 1848 prevedeva che le concessioni fondiarie sarebbero state rispettate. Come richiesto dal «Land Act» del 1851, una richiesta fu presentata alla Public Land Commission nel 1852.
Nel 1859 il rancho venne venduto a Benjamin Davis Wilson, tra i primi fondatori di Pasadena e secondo sindaco di Los Angeles e a cui è stato intitolato il Monte Wilson nelle San Gabriel Mountains. La concessione fu brevettata a Benjamin D. Wilson e W. T. B. Sanford nel 1866.
Nel 1884 Wilson vendette 2.000 acri (circa 8,1 km²) del Rancho San Jose de Buenos Ayres all'uomo d'affari John W. Wolfskill.
Lo sviluppo di Holmby Hills iniziò quando Arthur Letts Sr. acquistò 400 acri (circa 1,62 km²) da Wolfskill.
Letts chiamò il complesso «Holmby Hills», che deriva vagamente dal nome del suo luogo di nascita, un piccolo villaggio in Inghilterra chiamato Holdenby, ed era anche il nome della sua tenuta a Hollywood. Letts morì improvvisamente nel 1923, prima che potesse realizzare il suo sogno. Suo genero Harold Janss rilevò il progetto.
La lottizzazione dell'area, che si trova a cavallo di Sunset Boulevard, venne progettata per lotti sino a 4 acri (oltre 16000 m²).
Le strade prendono il nome da luoghi della Gran Bretagna: Devon Avenue, Charing Cross Road, Conway Avenue, ecc. Negli anni Venti furono aggiunti lampioni in stile inglese appositamente per il quartiere. Dopo il crollo di Wall Street del 1929 furono costruiti grandi palazzi.
Secondo quanto riportato nel sito web della Holmby Hills Homeowners Association: «Negli anni Venti Sunset Boulevard era una strada di campagna a due corsie, conosciuta come Beverly Boulevard. Fu ribattezzata quando fu prolungata sino all'Oceano Pacifico. Quando Sunset Boulevard fu ampliata in una strada a quattro corsie, Holmby Hills era, a tutti gli effetti, divisa nelle sezioni nord e sud».
La sezione settentrionale è seguita dalla Holmby Hills Homeowners Association, mentre la sezione meridionale è seguita dalla Holmby Westwood Property Owners Association, che condivide con l'area settentrionale di Westwood a est dell'UCLA. 
Nel 2012 i residenti di Holmby Hills tentarono di essere annessi alla città di Beverly Hills per assicurarsi che le buche stradali del loro quartiere venissero riparate, ma l'idea venne respinta da John A. Mirisch, allora consigliere comunale di Beverly Hills e poi sindaco.
Nel 2013 il consiglio dell'associazione dei proprietari di case di Holmby Hills ha deciso di contattare i proprietari di case a sud della Sunset e a est della Beverly Glen per accrescere l'associazione con nuovi residenti che abbiano interessi simili a quelli Holmby Hills.

## Monumenti e luoghi d'interesse

### Architetture civili
- Playboy Mansion, 10236 Charing Cross Road. Costruita nel 1927 dall'architetto Arthur R. Kelly in stile neogotico-Tudor revival come Holmby House di Arthur Letts Jr.[11] È stata acquistata nel 1971 da Playboy Enterprises di Hugh Hefner.[12] Nel 2016 è stata acquistata da Daren Metropoulos per 100 milioni di dollari.[13]
- Owlwood Estate, 141 South Carolwood. Costruita nel 1937 dall'architetto Robert D. Farquhar in stile toscano, con una superficie di 1170 m², la più grande all'epoca della sua costruzione. Nel coso degli anni è appartenuta a vari proprietari, tra i quali Joseph Schenck, Tony Curtis, Sonny & Cher.[14][15]
- Singleton Estate, 384 Delfern Drive. Costruita nel 1970 dall'architetto Wallace Neff in stile neoprovinciale francese.[16]
- Spelling Manor, 594 South Mapleton Drive. Costruita tra il 1986 e il 1988 in stile revival Rinascimento francese, sul posto della residenza di Bing Crosby, per il produttore televisivo Aaron Spelling,[17] è stata acquistata nel 2011 da Petra Ecclestone, figlia dell'imprenditore Bernie Ecclestone.[18] Nel luglio 2019 è stata comperata dal miliardario canadese Daryl Katz per la cifra record di 120 milioni di dollari.[19] Con i suoi 5249 m² di superficie, in una tenuta di 1,89 ettari, Spelling Manor è la terza casa più grande della California;[20] composta da 123 stanze (tra le quali 27 bagni).

### Parchi pubblici
- Holmby Park, 601 Club View Drive. Confina con Club View Drive, Beverly Glen Boulevard, Comstock Avenue e Los Angeles Country Club.[21] È stato aperto negli anni venti su progetto del paesaggista Paul J. Howard.[22] A Holmby Park si trovano:
  - il campo da golf, del tipo pitch and putt, "Armand Hammer Golf Course";[23]
  - il campo da lawn bowls, sede del "Holmby Park Lawn Bowling Club", fondato nel 1927;[24]
  - parco giochi per bambini.
- De Neve Square Park, 314 Beverly Glen Boulevard.[25] Piccolo parco trapezoidale dedicato a Felipe de Neve che si trova all'estremità settentrionale di Mapleton Drive, dove incrocia Saint Pierre Road e Beverly Glen Boulevard, e che confina con East Gate Bel Air a ovest. È contornato da alberi di sicomoro e da lampioni in stile inglese degli anni Venti (creati esclusivamente per Holmby Hills).[1]

## Istruzione
- Warner Avenue Elementary School, LAUSD, 615 Holmby Avenue.
- Harvard-Westlake Middle School, 700 North Faring Road. Istituita nel 1928 come Westlake School for Girls su progetto dell'architetto Arthur Kelly in stile revival coloniale spagnolo.[26] Nel 1989 Westlake School for Girls è stata assorbita da Harvard-Westlake School, di tipo privato, e la sezione Holmby Hills è stata adibita a middle school (7º–9º grado).[26][27]

## Arte
La Frederick R. Weisman Art Foundation, una galleria d'arte intitolata a Frederick R. Weisman (1912 – 1994), si trova in North Carolwood Street.
L'edificio principale è stato progettato a fine anni Venti dall'architetto Gordon B. Kaufmann in stile revival mediterraneo.
La galleria d'arte è composta da opere di molti artisti noti e di vaie scuole artistiche: impressionisti, post-impressionisti, surrealisti, iperrealisti e molti altri.